# Llindar (batimetria)
Un llindar submarí és el punt més superficial del recorregut més profund sobre el fons marí que permet passar d'una conca oceànica a una altra. Els corrents marins profunds circulen pels llindars submarins per passar d'un domini a un altre. Topològicament, un llindar correspon a un punt de sella de la batimetria (un lloc on la topografia és màxima en una direcció mentre que és mínima en la perpendicular). Un exemple és el Llindar de Camarinal, que separa l'oceà Atlàntic del Mar Mediterrani. L'equivalent continental del llindar és denominat coll.